# Дети-сироты Сахары
Дети-сироты Сахары — документальный фильм в трех частях, показанный каналом Аль-Джазира в январе 2014 года.
В основе сюжета лежит история о туарегах в пустыне Сахара, с момента их вмешательства в вооруженный конфликт в Ливии до возвращения домой для борьбы с бедностью в Мали и Нигере и последующего участия в туарегском восстании 2012 года и провозглашения независимого государства Азавад. По мере эскалации конфликта их мечты рушатся, сначала из-за Аль-Каиды, а позже по причине французской военной интервенции при сотрудничестве с ЕС и США.

## Конфликт с Areva и реакция компании
Фильм пролил свет на проблемы, вызванные разработкой урана компанией Areva на землях проживания туарегов в Нигере, и выдвигал обвинения в том, что ведущаяся компанией добыча урана и сопутствующие выбросы радиоактивных веществ являются причиной заболеваний и чрезвычайно высокой смертности среди туарегов, особенно среди детей и стариков.
Вскоре Areva выпустила официальный ответ, опубликованный на сайте Аль-Джазиры, где компания утверждала, что предоставляет местному институту регулярные отчеты по состоянию воды, почв и воздуха в местах разработки урана, которые сообщают об отсутствии загрязнения вокруг указанных районов.